# Ідіоадаптація

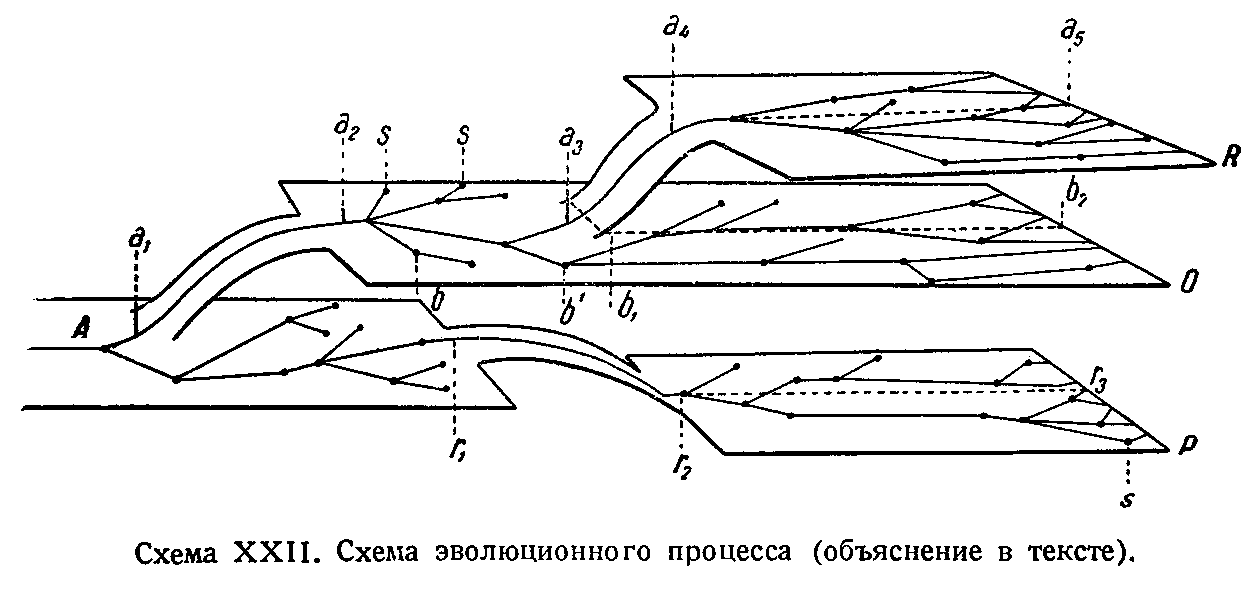
Загальна схема біологічного прогресу (за Сєверцовим): ароморфози (a) зображені як переходи на вищий рівень (R, O), ідіоадаптації (b) — у вигляді відгалужень на одному рівні (окремий випадок спеціалізація (s)), загальна дегенерація — як перехід на нижчий рівень (P)

Ідіоадаптація — один із шляхів досягнення біологічного прогресу, що супроводжується певними змінами в будові організмів, не порушуючи загального рівня їхньої організації, є пристосуванням до конкретних умов існування. Термін запропонований Олексієм Сєверцовим. Спеціалізацію Сєверцов розглядав як окремий випадок ідіоадаптації.
Прикладами ідіоадаптації у тварин можуть служити особливості будови кінцівок (наприклад, у крота, копитних, ластоногих), особливості дзьоба (у хижих птахів, куликів, папуг), пристосування придонних риб (у скатів, камбалових), захисне забарвлення комах тощо.
Прикладами ідіоадаптації у рослин можуть бути різноманітні пристосування до запилення, поширення плодів і насіння тощо.

## Значення ідіоадатації
Ідіоадатація дозволила класу Птахи пристосуватися до різних умов існування шляхом виникнення нових екологічних груп.
У рослин ідіоадаптації призвели до появи родів у Покритонасінних.

## Класичний приклад ідіоадаптації

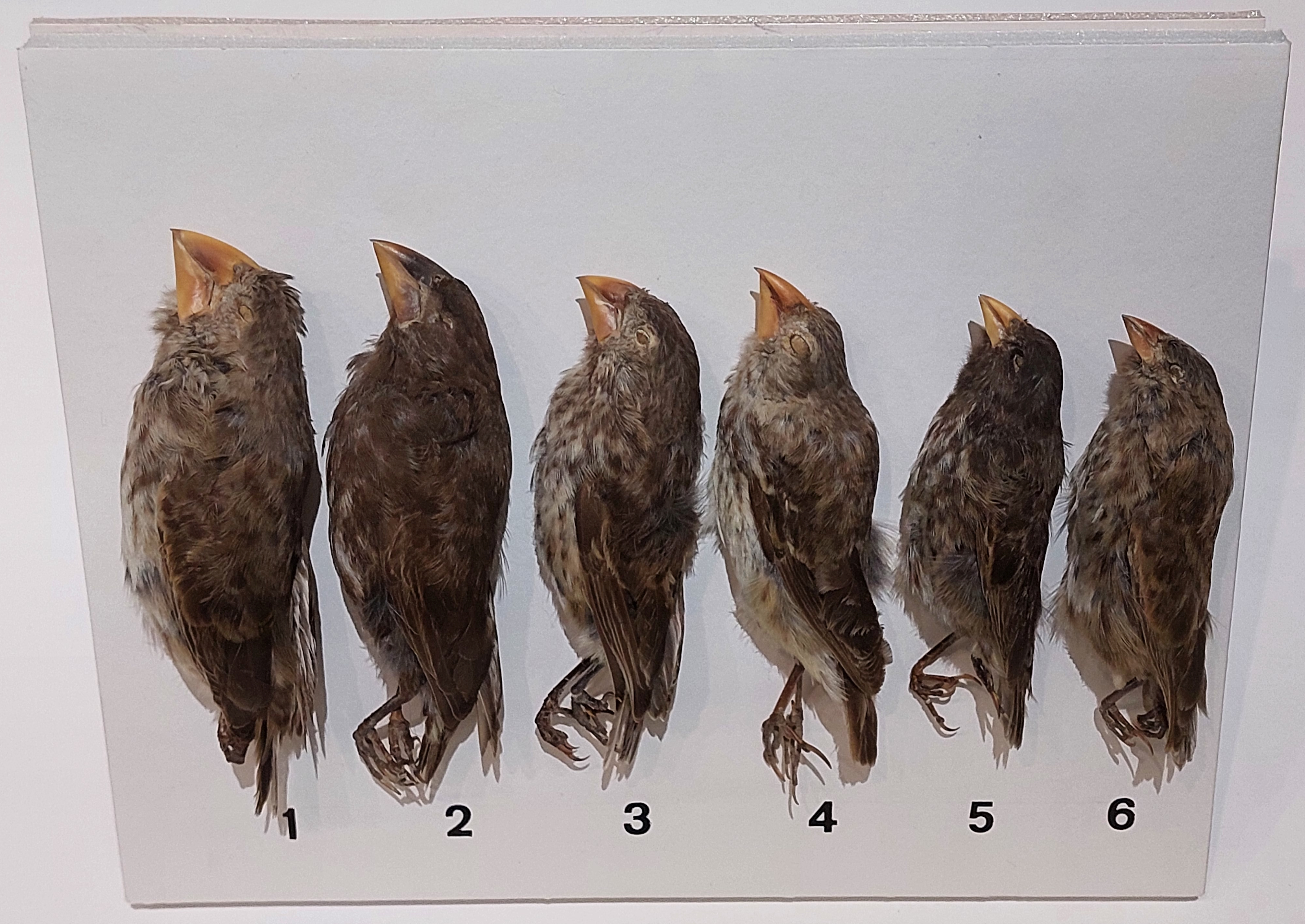
В'юрки Дарвіна

Класичним прикладом ідіоадаптації на рівні роду можна вважати галапагоських птахів в'юрок, за якими спостерігав Ч.Дарвін.Всі види в'юрок мали схожу загальну будову, але проживали на різних частинах Галапагоських островів, в результаті вони набули різних ознак та пристосувань у поведінці.Всі ці адаптації змінили форму дзьобів і розташування голови, розміри хвоста і тіла). 